# Sophie Blanchard

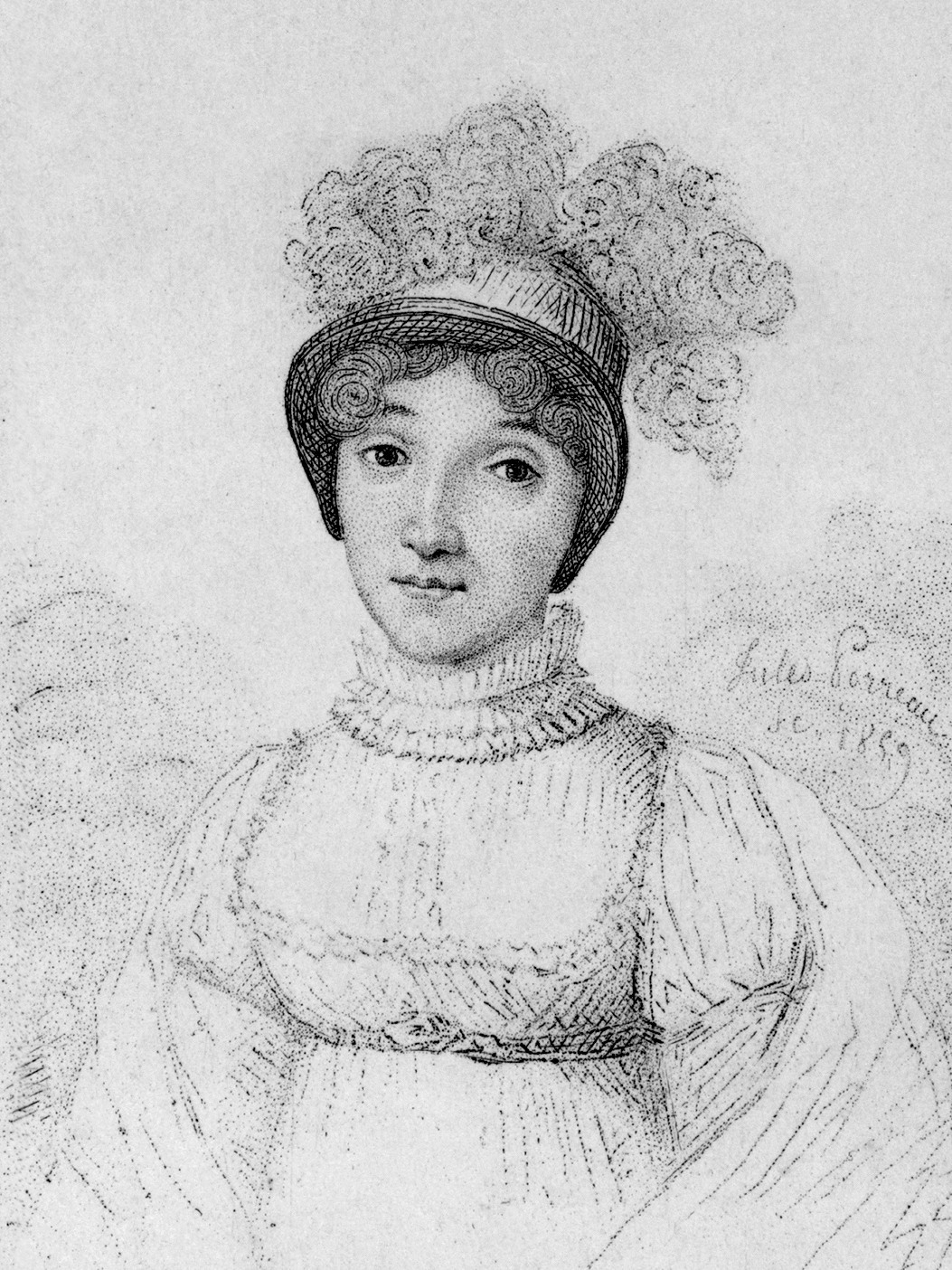
Sophie Blanchard (Kupferstich von 1859)

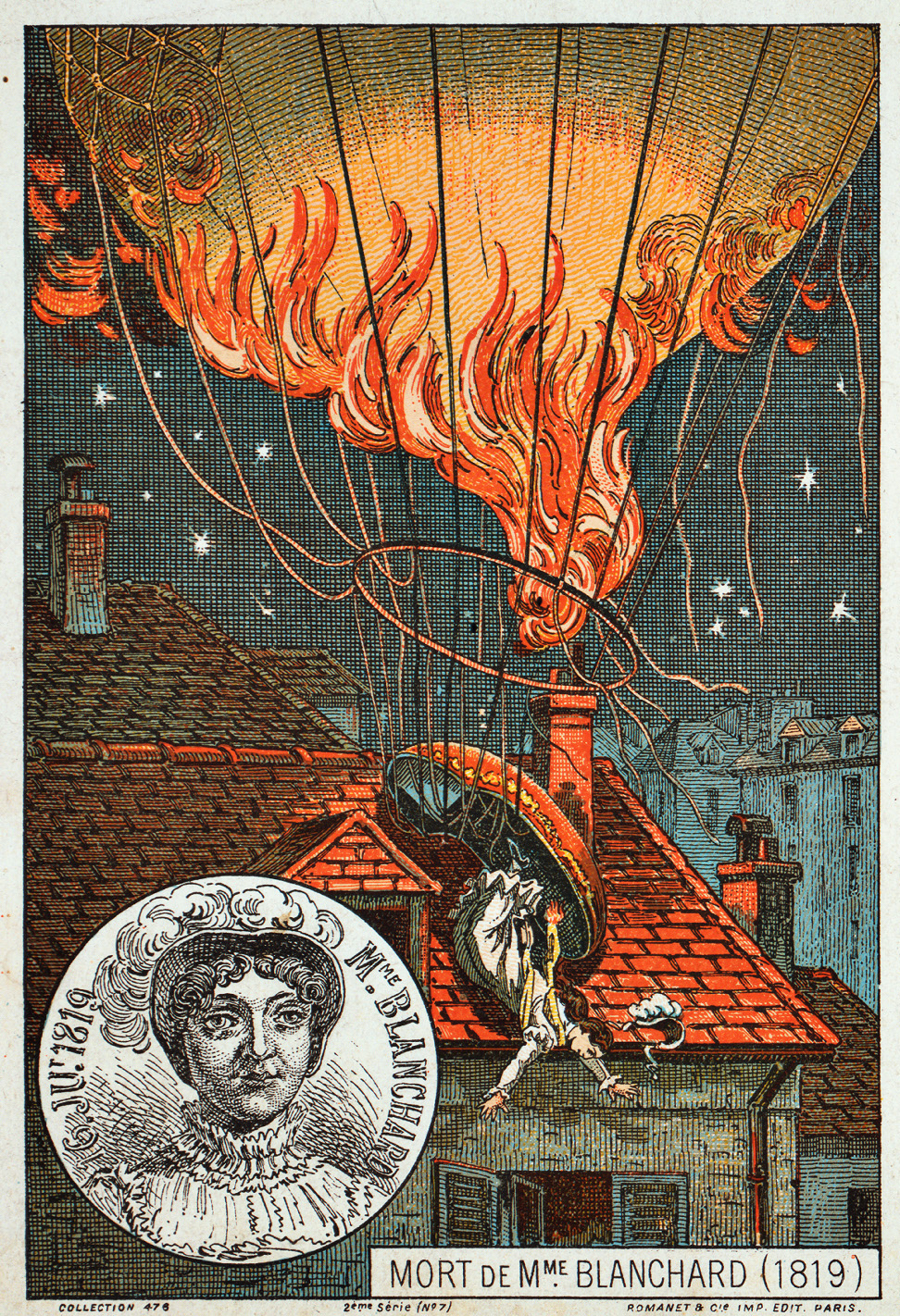
Der Tod der Mme. Blanchard (Druck, Paris, um 1895)

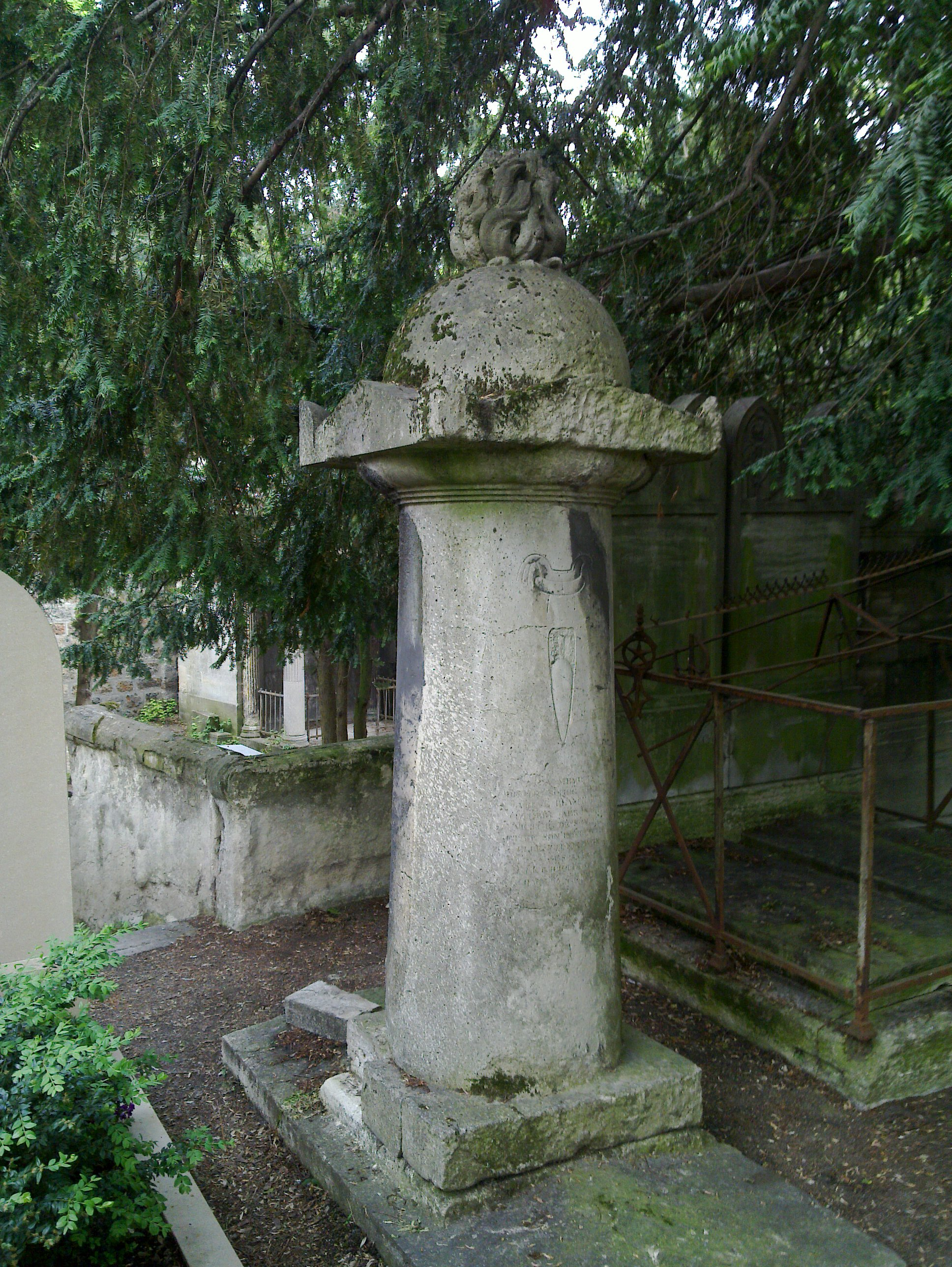
Monument auf dem Pariser Friedhof Père-Lachaise

Marie Madeleine Sophie Armant (* 25. März 1778 in Les Trois-Canons, Gemeinde Yves, Département Charente-Maritime; † 6. Juli 1819 in Paris) war die erste professionelle Ballonfahrerin. Die „Kaiserliche Aeronautin“ Napoleons I. war die erste Frau, die bei einem Flugunfall ums Leben kam. Ihr Mann war der Ballonfahrer Jean-Pierre Blanchard.

## Leben
Madeleine Sophie Armant wuchs in ihrem Elternhaus in Trois-Canons (heute Charente-Maritime) auf. 1804 heiratete sie, 26-jährig, den Ballonfahrer Jean-Pierre Blanchard. Gemeinsam fuhren die beiden im Ballon von Calais nach Dover. Als Jean-Pierre Blanchard 1809 bei einem Absturz starb, war seine Witwe völlig verarmt. Sophies einziger Besitz waren die Ballone ihres Mannes. Um ihren Lebensunterhalt zu verdienen, stieg sie mit dem Ballon bei größeren Anlässen auf und manchmal führte sie artistische Kunststücke auf einer Schaukel unter dem Ballon vor. So überquerte sie zum Beispiel im September 1810 den Taunus auf einer Schaukel, die an einem Seil unten an ihrem Ballon hing. Sie zog sich dabei schwere Erfrierungen zu und musste fast ein Jahr lang aussetzen. Kaiser Napoleon I. machte sie zur Kaiserlichen Aeronautin und sie trat mit ihrem Ballon sowohl 1810 bei seiner Hochzeit mit Erzherzogin Marie-Louise von Österreich als auch 1811 bei der Geburtsfeier seines Sohnes Franz als große Attraktion auf.
Insgesamt absolvierte Sophie Blanchard 67 Aufstiege als Ballonfahrerin. Für den 6. Juli 1819 plante sie in Paris einen besonderen Aufstieg mit ihrem Luftschiff: Aus 300 Metern Höhe wollte sie ein Feuerwerk über dem Vergnügungspark Tivoli entzünden. Einer der Feuerwerkskörper explodierte zu früh und der Ballon begann zu brennen. Die Zuschauer hielten den brennenden Ballon für eine besonders gelungene Darstellung und jubelten. Erst als der Ballon brennend auf die Häuser fiel und Sophie Blanchards Leiche gefunden wurde, begriffen sie, was geschehen war.
Nach ihrem Tod sammelte die Pariser Bevölkerung Geld für ein Monument zu Ehren der Ballonfahrerin, das noch heute auf dem Pariser Friedhof Père-Lachaise (Division 13) steht. Aufgrund der Form der Gondel des Ballons wurde Sophie Blanchard auch als „Luftschifferin“ bezeichnet, obwohl das erste richtige Luftschiff erst 1852 aufstieg.